# Lee Seung-yeon
Dans ce nom coréen, le nom de famille, Lee, précède le nom personnel.
Pour les articles homonymes, voir Lee.
Ne doit pas être confondu avec Lee Seung-yeon (actrice, née en 1977).
Lee Seung-yeon, née le 18 août 1968 à Séoul, en Corée du Sud, est une actrice et animatrice de talk-shows sud-coréenne.

## Filmographie partielle

### Au cinéma
- 2004 : Locataires (빈집, Bin-jip) de Kim Ki-duk : Sun-hwa